# Philip Thomas Howard

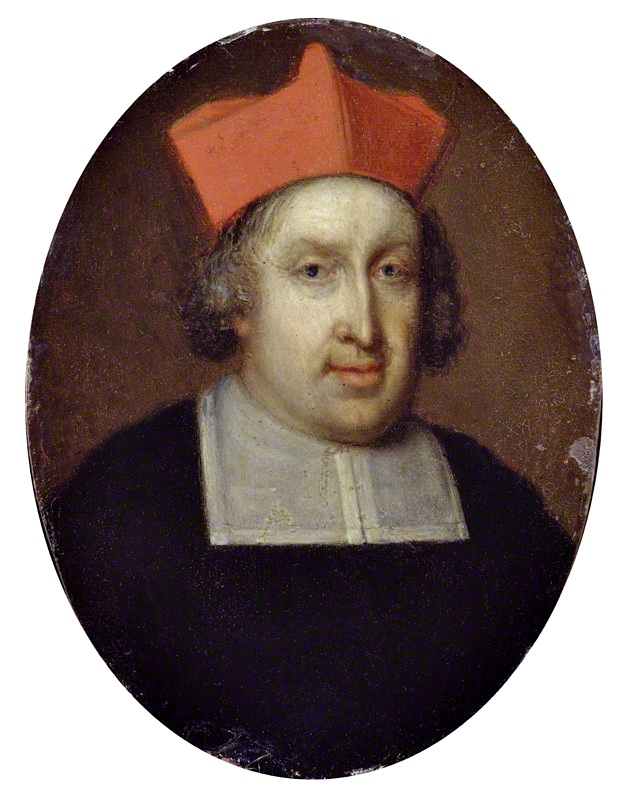
Philip Thomas Kardinal Howard OP (Ölgemälde, 1720)

Kardinalswappen (modernes Schema)

Philip Thomas Howard OP (* 21. September 1629 in Arundel House, London; † 17. Juni 1694 in Rom) war ein englischer Adliger, Dominikaner und Kardinal.

## Herkunft und Familie
Er wurde geboren als dritter Sohn von Henry Howard, 22. Earl of Arundel und Lady Elizabeth Stewart (Stuart), Tochter von Esmé Stewart, 3. Duke of Lennox. Einer seiner Brüder war Henry Howard, 6. Duke of Norfolk, beider Urgroßvater der Heilige Philip Howard, 20. Earl of Arundel, der 1595 für seinen katholischen Glauben im Tower of London starb. Ein weiterer Kardinal der Familie war Edward Henry Howard (1877 ernannt).

## Leben
Ab 1640 besuchte er für weniger als ein Jahr das St John’s College der Universität Cambridge ging Philip Howard mit seinen Großeltern nach Kontinentaleuropa, wo er an der Universität Utrecht studierte. 1644 kam er nach Italien und trat am 28. Juni 1645 in den Dominikanerorden ein, wo er den Ordensnamen Thomas erhielt. Am 19. Oktober 1646 beendete er das Noviziat und legte in Rom seine Profess ab, 1652 empfing er in Rennes die Priesterweihe.
Philip Thomas Howard kehrte 1655 kurzzeitig nach England zurück. Danach gründete er im flämischen Bornem ein Dominikanerpriorat mit angeschlossenem College für junge Engländer und wurde dort Prior. In Vilvoorde rief er ein Dominikanerinnen-Kloster (Zweiter Orden) ins Leben.
Nach dem Tod des Diktators Oliver Cromwell fungierte Howard als Geheimbotschafter des englischen Exilkönigs Karl II.; nach dessen 1660 erfolgter Thronbesteigung spielte er eine aktive Rolle bei der Anbahnung von dessen Ehe mit der katholischen Katharina von Braganza. Philip Thomas Howard war einer der ganz wenigen Zeugen, die der katholischen Trauung des Paares beiwohnten. Danach wurde er Hofkaplan der Königin, 1665 Großalmosenier. Er residierte im Palace of Whitehall. Das Amt entsprach in seinen Aufgaben etwa dem des Großalmoseniers von Frankreich. Am 16. Mai 1672 ernannte ihn Papst Clemens X. zum Titularbischof von Helenopolis in Bithynia und verlieh ihm am nächsten Tag das Recht der Ausübung von bischöflichen Funktionen für ganz England. Eine reguläre katholische Hierarchie gab es damals dort nicht.
Auf politischen Druck anglikanischer Kreise musste Philip Thomas Howard 1674 England verlassen und nahm seinen Exilsitz in dem von ihm gegründeten Dominikanerkloster Bornem. Papst Clemens X. erhob ihn im Konsistorium vom 27. Mai 1675 zur Kardinalswürde. Den Kardinalshut empfing er am 23. März 1676 zusammen mit Zuweisung der Titelkirche Santa Cecilia, deren Kardinalpriester er wurde. Am 25. September 1679 wechselte er zur Titelkirche Santa Maria sopra Minerva, am 24. Januar 1689 wurde er Kämmerer des Heiligen Kardinalskollegiums. Er nahm an den Konklaven von 1676 (Wahl Innozenz XI.), 1689 (Wahl Alexander VIII.) und 1691 (Wahl Innozenz XII.) teil. Seit 1689 war Kardinal Howard zudem Erzpriester der Basilica Liberiana.
Kardinal Howard starb am 17. Juni 1694 im Dominikanerkloster von Santa Sabina in Rom. Beigesetzt wurde er in seiner Titelkirche, der Basilika Santa Maria sopra Minerva, wo sich auch sein Grabdenkmal befindet.